# Willerval
Willerval település Franciaországban, Pas-de-Calais megyében. Lakosainak száma 661 fő (2022. január 1.). Willerval Vimy, Arleux-en-Gohelle, Bailleul-Sir-Berthoult és Farbus községekkel határos.

## Népesség
A település népessége az elmúlt években az alábbi módon változott:
| Lakosok száma | 665  | 654  | 670  | 651  | 650  | 649  | 657  | 659  | 661  |
|               | 2013 | 2015 | 2016 | 2017 | 2018 | 2019 | 2020 | 2021 | 2022 |